# استان گائو
گائو یکی از استان‌های (مناطق) کشور مالی است.
منطقه گائو در خاور مالی قرار دارد و مرکز آن شهر گائو است. 
این استان از جنوب و خاور به کشور نیجر، از شمال به استان کیدال و از سوی باختر به استان تومبوکتو محدود می‌شود.
اقوام ساکن گائو عبارتند از سنغای، بوزو، طوارق، بامبارا و کونتا. 
شهرهای این استان عبارتند از گائو، بورم و بامبا
- Ansongo Cercle
- Bourem Cercle
- Gao Cercle
- Menaka Cercle